# Bolsa Mexicana de Valores
Pour les articles homonymes, voir BMV.
La  Bolsa Mexicana de Valores (BMV) est la principale bourse du Mexique : 71 entreprises y sont cotées. Le principal indice boursier est l'IPC ou Indice de Precios y Cotizaciones. Cet indicateur est basé sur 35 actions.  La bourse est située dans un gratte-ciel appelé Centro Bursatil